# Hundtjärnarna (Jörns socken, Västerbotten, 723618-172539)
Hundtjärnarna är en sjö i Skellefteå kommun i Västerbotten och ingår i Byskeälvens huvudavrinningsområde. Sjön har en area på 0,143 kvadratkilometer och ligger 240 meter över havet. Sjön avvattnas av vattendraget Hundtjärnbäcken.

## Delavrinningsområde
Hundtjärnarna ingår i det delavrinningsområde (723643-172495) som SMHI kallar för Mynnar i Byskeälven. Medelhöjden är 265 meter över havet och ytan är 13,53 kvadratkilometer. Det finns inga avrinningsområden uppströms utan avrinningsområdet är högsta punkten. Hundtjärnbäcken som avvattnar avrinningsområdet har biflödesordning 2, vilket innebär att vattnet flödar genom totalt 2 vattendrag innan det når havet efter 54 kilometer. Avrinningsområdet består mestadels av skog (88 procent). Avrinningsområdet har 0,14 kvadratkilometer vattenytor vilket ger det en sjöprocent på 1,1 procent.